# Kofi
Kofi comenzó como una webserie de animación española, creada por Loftur Studio y dirigida por  Jesús García Ferrer, también conocido como Jesulink (Raruto y 5 Elementos). Fue estrenada el 8 de mayo de 2014 con gran éxito en internet. Desde entonces, se han publicado un total de 28 episodios, repartidos en 4 temporadas, y superando las 2 horas de metraje en total. Los capítulos, publicados en Youtube, han superado los 4,5 millones de visualizaciones, y el canal, los 54.000 suscriptores.
Kofi está formada por capítulos cortos. Es una serie de humor, ambientada dentro de un videojuego, en la que seguimos las aventuras de Kofi, un mercebinario perezoso que prefiere jugar a la consola antes que emprender aventuras. En el primer capítulo obtiene su primera invocación: Limón, un limo todavía más vago que Kofi. Los capítulos que no avanzan en la trama se centran en la convivencia de ambos, y sus experiencias con los videojuegos.
La webserie fue presentada en el Ficzone de Granada 2014, debía ser una sorpresa, pero los fanes del autor la revelaron por internet tras el evento y tuvo que ser anunciada de manera oficial en internet. Aparte de Jesús García Ferrer, también participan sus hermanos, Juan Daniel García Ferrer, Ernesto Pacheco, Mariano Ruiz, Salvi Garrido, Laura Peña y el grupo "No regrets".

## Personajes

### Principales
- Kofi: Protagonista de la serie. Es un mercebinario noob, demasiado perezoso como para salir de aventuras. Comienza la serie siendo nivel 10, pero llegó a base de matar jabalíes de nivel 1. Odia a los mercebinarios superiores por pura envidia, aunque es amigo de Elfa. Pasa la mayoría de su tiempo jugando a la consola, pero en el fondo desea ser un gran mercebinario.
- Limón: Coprotagonista que no necesita presentación. Limón, el limo rebelde, es la primera invocación de Kofi. Limón no cree en la sumisión de invocaciones que establece la sociedad. Por lo tanto, obliga a Kofi a mantenerlo sin hacer nada a cambio. Dedica su tiempo libre (la mayoría) a jugar a la consola y a atacar ancianos. Amante de la comida basura y la birra.
- Elfa: Es lo opuesto a Kofi; es responsable y madura, aconsejándole siempre que salga a buscar misiones en lugar de quedarse en casa. Es una Elfa de nivel 26.
- Wargo: Fue introducido al final de la 2.ª temporada, es  otra invocación de Kofi, un huargo azulado, de las montañas blancas. Tiene la capacidad de manipular el hielo.

### Secundarios
- El instructor: De nombre desconocido, su principal ocupación es enseñar a otros mercebinarios.
- Rodt: Es, supuestamente, el mercebinario más poderoso de Barriobosque.
- Flink: Este personaje está quieto delante de la casa de Kofi.

## Capítulos

### Temporada piloto: 2014 - 2014
| N.º | Título                 | Fecha de emisión      |
| --- | ---------------------- | --------------------- |
| 1   | «Kofi conoce a Limón»  | 8 de mayo de 2014     |
| 2   | «Misión o minijuego»   | 22 de junio de 2014   |
| 3   | «Primer entrenamiento» | 24 de julio de 2014   |
| 4   | «Las normas del juego» | 31 de julio de 2014   |
| 5   | «Ser un mercebinario»  | 30 de agosto de 2014  |
| 6   | «¡Malditos demonios!»  | 14 de octubre de 2014 |

### Temporada 2: 2015 - 2015
| N.º | Título                           | Fecha de emisión         |
| --- | -------------------------------- | ------------------------ |
| 1   | «El bueno de Jason»              | 16 de enero de 2015      |
| 2   | «Ese maldito tutorial»           | 7 de febrero de 2015     |
| 3   | «Sándwiches y dinosaurios»       | 28 de febrero de 2015    |
| 4   | «Piedra, papel, tijeras»         | 28 de marzo de 2015      |
| 5   | «La tienda de Grung»             | 30 de abril de 2015      |
| 6   | «Honda vital»                    | 31 de mayo de 2015       |
| 7   | «Viejos Rivales»                 | 2 de julio de 2015       |
| 8   | «La Roca Perla Verde»            | 25 de julio de 2015      |
| 9   | «Los tesoros del paladín oscuro» | 18 de septiembre de 2015 |
| 10  | «El cetro destructor»            | 17 de octubre de 2015    |

### Temporada 3: 2016 - 2018
| N.º | Título                                     | Fecha de emisión         |
| --- | ------------------------------------------ | ------------------------ |
| 1   | «Un juego llamado Polytrius»               | 29 de febrero de 2016    |
| 2   | «Tras el monje sabio con barba»            | 8 de abril de 2016       |
| 3   | «Combates por turnos»                      | 28 de mayo de 2016       |
| 4   | «¡Es el Master Playpad X!»                 | 4 de julio de 2016       |
| 5   | «Sándwiches VS Dinosaurios EX Alpha Turbo» | 18 de septiembre de 2016 |
| 6   | «Los rezagados»                            | 10 de diciembre de 2016  |
| 7   | «La caseta de tiro»                        | 1 de febrero de 2017     |
| 8   | «La misión robada»                         | 31 de marzo de 2017      |
| 9   | «Libre de malware»                         | 27 de diciembre de 2017  |
| 10  | «Ha dejado de llover»                      | 20 de enero de 2018      |

### Temporada 4: 2023-presente
| N.º | Título                        | Fecha de emisión        |
| --- | ----------------------------- | ----------------------- |
| 1   | «Lo de los Elfos»             | 8 de junio de 2023      |
| 2   | «Kofi en Caidorei»            | 23 de junio de 2023     |
| 3   | «Las pruebas de Reena»        | 14 de julio de 2023     |
| 4   | «La fuente de los recuerdos»  | 27 de julio de 2023     |
| 5   | «La prueba final»             | 16 de agosto de 2023    |
| 6   | «Kofi regresa a Barriobosque» | 8 de septiembre de 2023 |